# Selección de rugby en silla de ruedas de Reino Unido
La selección de rugby en silla de ruedas de Reino Unido representa a Reino Unido en el rugby en silla de ruedas. Reino Unido es el equipo más exitoso en la competición europea, ganando seis medallas de oro en el IWRF European Championship.

## Juegos Paralímpicos
Reino Unido ha competido en todos los torneos de rugby en silla de ruedas en los Juegos Paralímpicos, primero cuando era un deporte de demostración en 1996, luego desde que ingresó al programa oficial en 2000. Dado que Gran Bretaña fue sede de los Juegos Paralímpicos de Verano de 2012 en Londres, se clasificaron automáticamente para el evento de rugby en silla de ruedas, ya que fueron clasificados en la Lista de Clasificación Mundial de Rugby en Silla de Ruedas de la IWRF.

## Jugadores

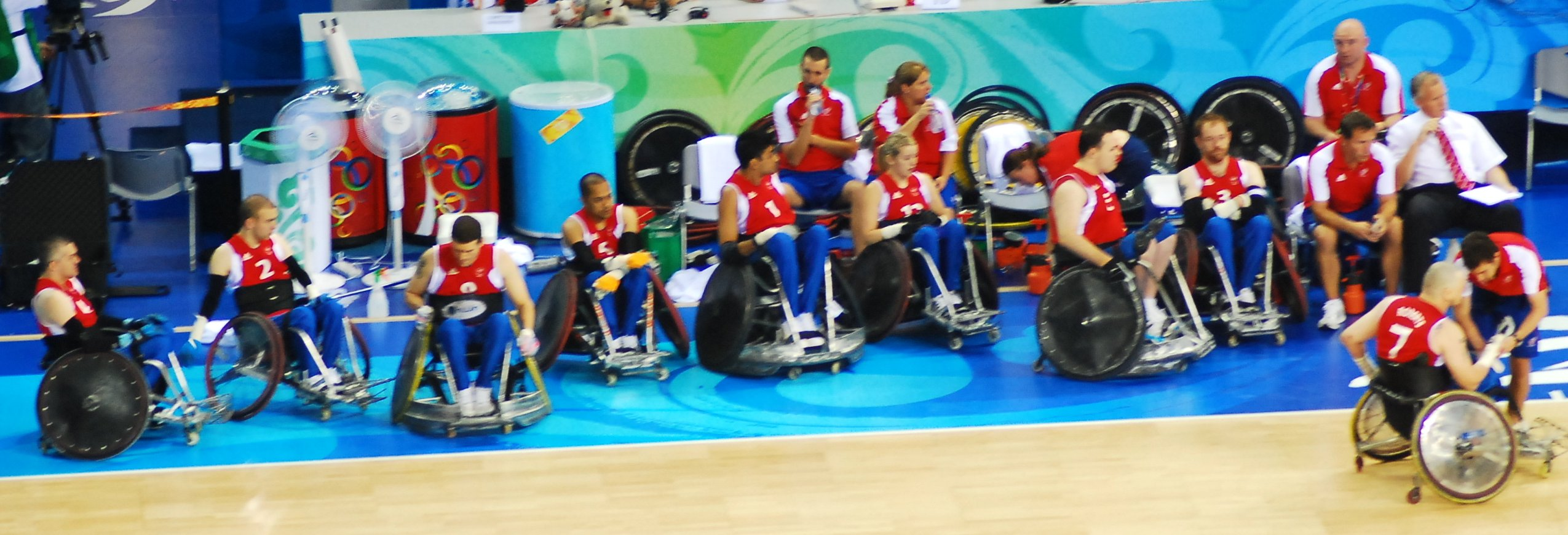
Los jugadores de Gran Bretaña en los Juegos Paralímpicos de Pekín 2008.

### Equipo actual
La plantilla de 2016 es la siguiente:
| # | Clase | Nombre          | Año de nacimiento        |
| - | ----- | --------------- | ------------------------ |
|   | 2.0   | Chris Ryan      | 7 de noviembre de 1991   |
|   | 2.0   | Gavin Walker    | 13 de octubre de 1983    |
|   | 1,5   | Mike Kerr       | 13 de octubre de 1982    |
|   | 2.5   | Jamie Stead     | 22 de septiembre de 1993 |
|   | 2.0   | Coral Batey     | 5 de junio de 1995       |
|   | 2.5   | Ayaz Bhuta      | 17 de abril de 1989      |
|   | 3,0   | Jim Roberts     | 9 de marzo de 1987       |
|   | 2.5   | Mandip Sehmi    | 13 de diciembre de 1980  |
|   | 0,5   | Jonathan Coggan | 25 de abril de 1983      |
|   | 1.0   | Bulbul Hussain  | 1 de marzo de 1972       |
|   | 2.0   | Alan Ash        | 27 de enero de 1973      |
|   | 1.0   | Ryan Cowling    | 5 de febrero de 1976     |

## Participaciones

### Juegos Paralímpicos
| Año   | Pos.  | PJ | G  | P  |
| ----- | ----- | -- | -- | -- |
| 2000  | 6°    | 5  | 2  | 3  |
| 2004  | 4°    | 6  | 4  | 2  |
| 2008  | 4°    | 5  | 2  | 3  |
| 2012  | 5°    | 5  | 3  | 2  |
| 2016  | 5°    | ?  | ?  | ?  |
| Total | Total | 21 | 11 | 10 |

### Campeonato mundial
| Año   | Pos.  | PJ | G  | P  |
| ----- | ----- | -- | -- | -- |
| 1995  | 4°    | 9  | 3  | 6  |
| 1998  | 7°    | ?  | ?  | ?  |
| 2002  | 5°    | 7  | 5  | 2  |
| 2006  | 4°    | 7  | 5  | 2  |
| 2010  | 6°    | 7  | 3  | 4  |
| 2014  | 5°    | 7  | 5  | 2  |
| Total | Total | 37 | 21 | 16 |

## Jugadores

### Equipo actual
Jugadores que fueron convocados para los Juegos Paralímpicos de Río de Janeiro 2016.
- Alan Ash
- Coral Batey
- Ayaz Bhuta
- Ryan Cowling
- Jonathan Coggan
- Bulbul Hussain
- Mike Kerr
- Jim Roberts
- Chris Ryan
- Mandip Sehmi
- Jamie Stead
- Gavin Walker
- DT: Paul Shaw